# Scherenschnäbel

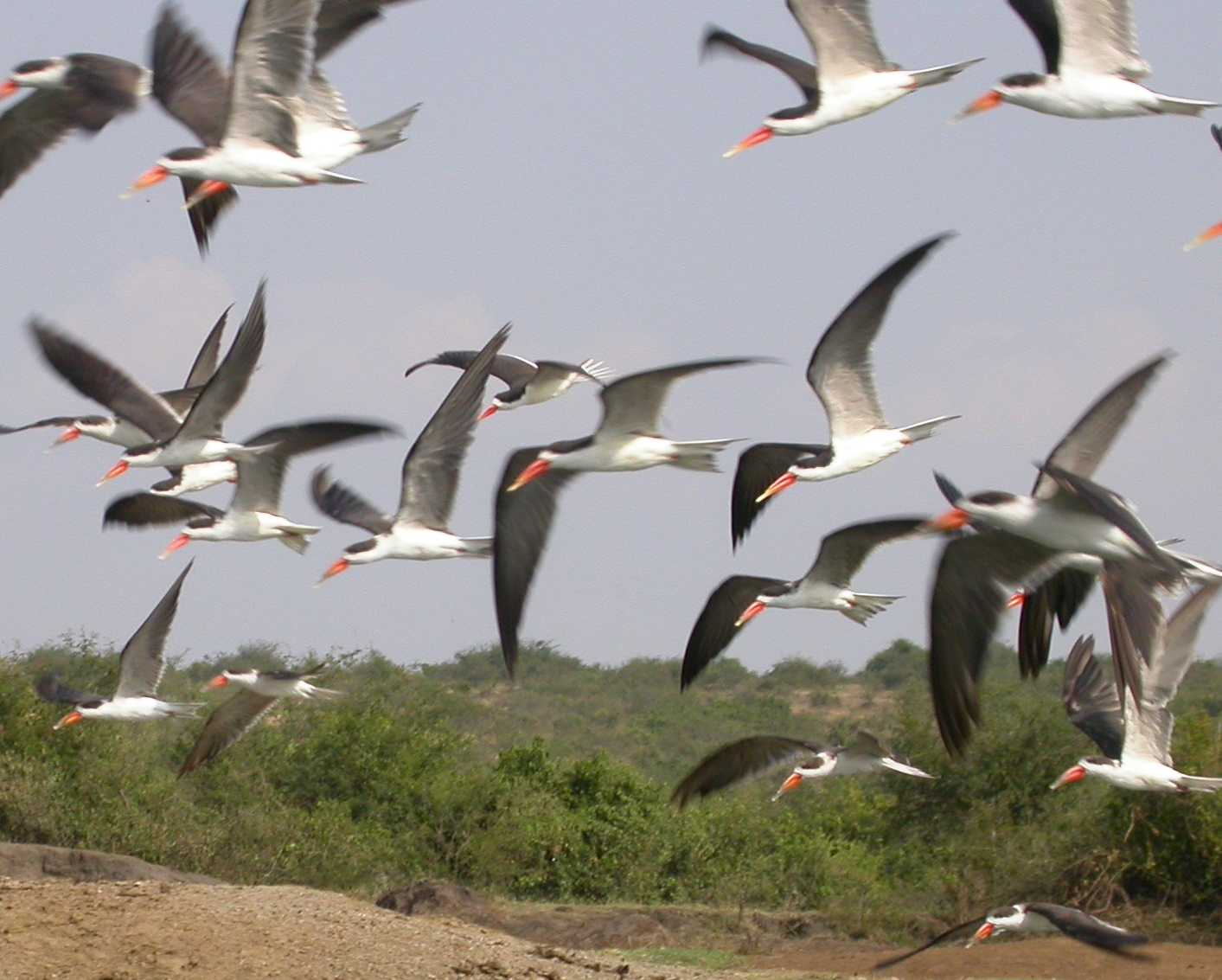
Braunmantel-Scherenschnäbel (Rynchops flavirostris) in Uganda

Die Scherenschnäbel (Rynchops) sind eine Gattung in der gleichnamigen Unterfamilie der Scherenschnäbel (Rhynchopinae) innerhalb der Ordnung der Regenpfeiferartigen (Charadriiformes). Die Gattung umfasst drei Arten.

## Merkmale
Scherenschnäbel sind zwischen 40 und 47 Zentimeter lang und ähneln in ihrer Gestalt den Seeschwalben. Die Flügel und der Schnabel sind im Verhältnis zum Körper relativ groß. Die kurzen Beine sind rot oder gelb gefärbt. An den Füßen sitzen tief eingeschnittene Schwimmhäute, wie bei allen Möwenverwandten. Der Schwanz ist lang und gegabelt. Das Federkleid ist schwarzweiß, Flügeloberseite, Mantel und der obere Kopfbereich sind schwarz, die Kopfkappe reicht jedoch nicht bis zum Schnabel, sondern ist durch einen weißen Bereich von diesem getrennt. Der Kopf ist groß und massig, die Halsmuskulatur besonders kräftig.
Als eine Besonderheit unter den Vögeln haben Scherenschnäbel schlitzförmige Pupillen. Eine weitere Besonderheit ist der seitlich abgeflachte Unterschnabel bei den erwachsenen Tieren, der deutlich länger als der Oberschnabel ist. Der Unterschnabel ist an der Schnabelbasis schmal und scharfkantig. Da sich die Spitze mit der Zeit abnutzt, wächst der Schnabel ständig nach. Die Nasenöffnungen liegen in der Nähe der Schnabelwurzel dicht an der Schnabelspalte. Im Gefieder gibt es keinen Geschlechtsdimorphismus, die Weibchen sind nur etwas größer als die Männchen.
Jungvögel haben eine blassere, dunkelbraune Oberseite, besonders die Flügelfedern sind weiß gerandet und geben dem Gefieder ein geschupptes oder unregelmäßig gestricheltes Aussehen.

## Lebensweise

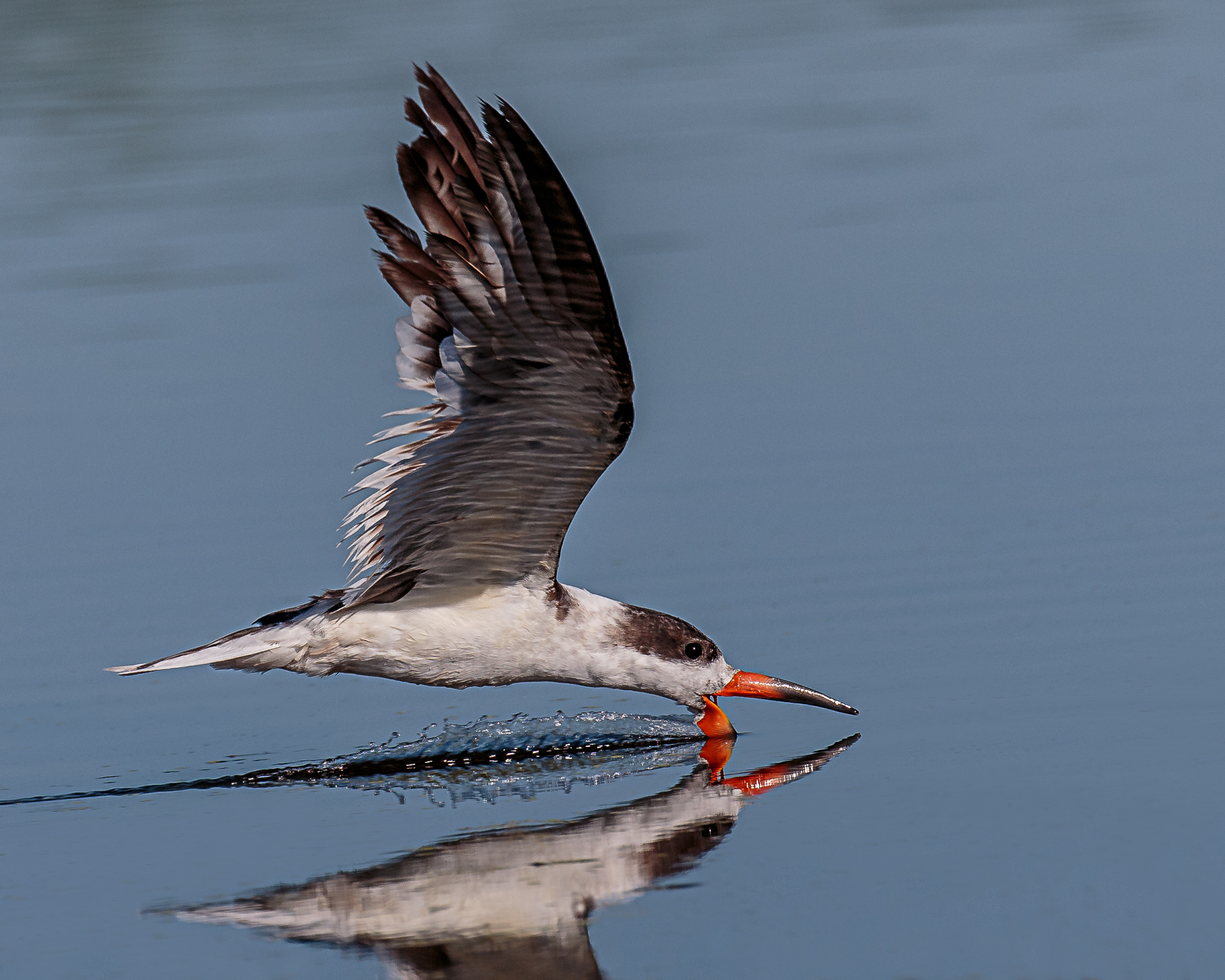
Amerikascherenschnabel bei der Jagd

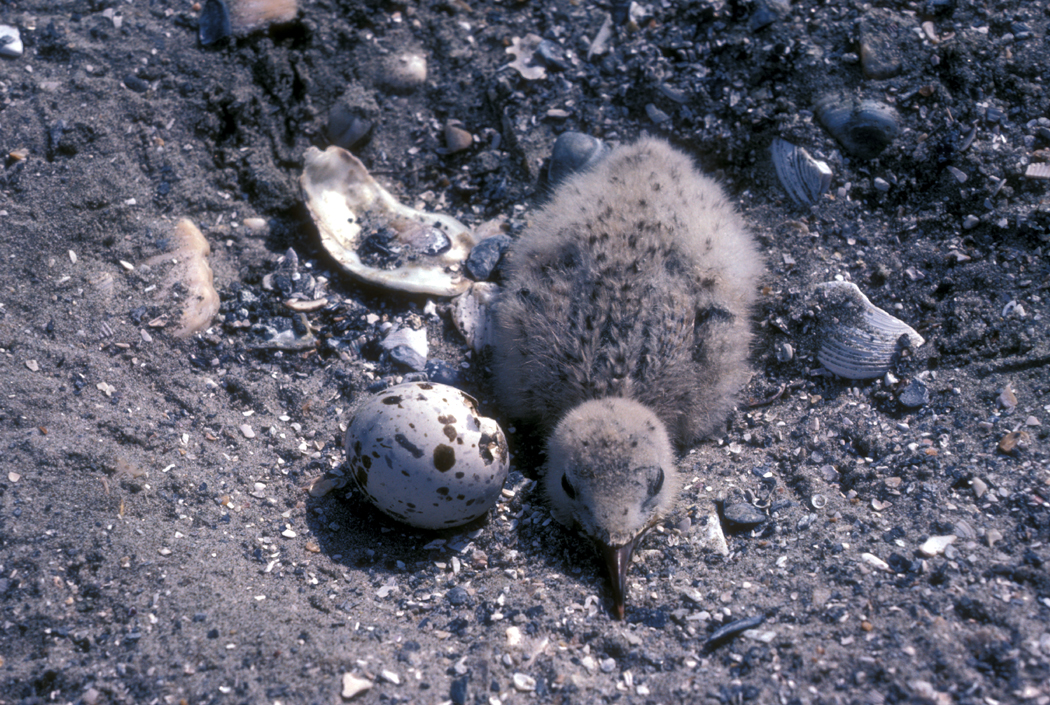
Scherenschnabel-Nestling in Nestmulde mit Ei

### Aktivität
Die Hauptaktivitätsphasen der Scherenschnäbel liegen in den Abend- und Morgenstunden, sodass sie bei der Nahrungssuche nicht mit Seeschwalben konkurrieren. Gelegentlich jagen sie auch nachts. In den Schwärmen werden während der Jagd bellende Rufe abgegeben. Tagsüber und bei Hochwasser ruhen die Vögel gesellig in großen Gruppen auf hohen Sandbänken oder Sand- und Geröllstränden.

### Ernährung und Jagd
Scherenschnäbel jagen bevorzugt an Flachwasserbereichen und Stellen, die Seeschwalben und Möwen nicht zugänglich sind, wie zum Beispiel trüben Gewässern.
Sie ernähren sich von Fischen und Krebstieren. Der Jagdflug erfolgt dicht an der Wasseroberfläche, wo der Vogel mit gesenktem Kopf auf geradlinigen Strecken entlangfliegt. Die Wasseroberfläche wird mit offenem Schnabel durchpflügt. Dabei wird nur die Spitze des Unterschnabels in das Wasser gehalten. Wenn es zufällig zu einer Berührung mit einem Beutetier kommt, wird der Schnabel zugeklappt. Anschließend wird die Beute mit zurückgeworfenem Kopf verschluckt, alles ohne Unterbrechung des Fluges. Gejagt wird einzeln oder in Schwärmen. Durch die spezielle Jagdstrategie sind Scherenschnäbel weitgehend vom Sehsinn und der Wassertrübheit unabhängig.

### Fortpflanzung
Zur Balz gehört die Übergabe von einem kleinen Stöckchen vom Männchen zum Weibchen. Mit Füßen und Körper wird eine Mulde in den Boden gescharrt und gedrückt. Es werden zwei bis fünf dicht dunkel gefleckte Eier gelegt und hauptsächlich vom Weibchen bebrütet. Scherenschnäbel brüten stets in Kolonien auf Stränden, Sandbänken und Flussufern. Bei Zerstörung der Bruten durch Hochwasser kommt es zu Ersatzgelegen. Die nach dem Schlupf bedunten Jungvögel werden von beiden Altvögeln versorgt und auch noch gefüttert, wenn sie flugfähig sind. In den ersten Wochen sind beide Schnabelhälften noch gleich lang, sodass auch Nahrung vom Boden aufgenommen werden kann, falls den Küken oder Eltern diese herunterfällt.

## Vorkommen
Der Braunmantel-Scherenschnabel (Rynchops flavirostris) und der Halsband-Scherenschnabel (Rynchops albicollis) sind Süßwasservögel und bewohnen die Tropen, der Amerikascherenschnabel (Rynchops niger) bewohnt Gebiete an Küsten in Nord- und Südamerika. Scherenschnäbel sind gesellige Vögel, die in kleinen Gruppen bei Seen, Lagunen oder an Flussufern vorkommen und dort im flachen Wasser auf Beutefang gehen.

## Systematik
Klassisch werden die Scherenschnäbel als eine eigene Familie neben Seeschwalben und Möwen gestellt. Heute werden sie dagegen in eine gemeinsame Familie gestellt, da sie nach neueren phylogenetischen Analysen sehr nah miteinander verwandt sind: Die Scherenschnäbel bilden das Schwestertaxon einer von den Seeschwalben (Sterninae), Feenseeschwalben (Gyginae) und Noddiseeschwalben (Anoinae) gebildeten Klade.
Folgendes Kladogramm verdeutlicht die verwandtschaftlichen Beziehungen:
|  | Seeschwalben (Sterninae)                                                                   |
|  |                                                                                            |
|  | \| \| Feenseeschwalben (Gyginae) \| \| \| \| \| \| Noddiseeschwalben (Anoinae) \| \| \| \| |
|  |                                                                                            |
|  | Feenseeschwalben (Gyginae)                                                                 |
|  |                                                                                            |
|  | Noddiseeschwalben (Anoinae)                                                                |
|  |                                                                                            |

|  | Feenseeschwalben (Gyginae)  |
|  |                             |
|  | Noddiseeschwalben (Anoinae) |
|  |                             |

|  | Seeschwalben (Sterninae)                                                                   |
|  |                                                                                            |
|  | \| \| Feenseeschwalben (Gyginae) \| \| \| \| \| \| Noddiseeschwalben (Anoinae) \| \| \| \| |
|  |                                                                                            |
|  | Feenseeschwalben (Gyginae)                                                                 |
|  |                                                                                            |
|  | Noddiseeschwalben (Anoinae)                                                                |
|  |                                                                                            |

|  | Feenseeschwalben (Gyginae)  |
|  |                             |
|  | Noddiseeschwalben (Anoinae) |
|  |                             |

|  | Seeschwalben (Sterninae)                                                                   |
|  |                                                                                            |
|  | \| \| Feenseeschwalben (Gyginae) \| \| \| \| \| \| Noddiseeschwalben (Anoinae) \| \| \| \| |
|  |                                                                                            |
|  | Feenseeschwalben (Gyginae)                                                                 |
|  |                                                                                            |
|  | Noddiseeschwalben (Anoinae)                                                                |
|  |                                                                                            |

|  | Feenseeschwalben (Gyginae)  |
|  |                             |
|  | Noddiseeschwalben (Anoinae) |
|  |                             |

|  | Seeschwalben (Sterninae)                                                                   |
|  |                                                                                            |
|  | \| \| Feenseeschwalben (Gyginae) \| \| \| \| \| \| Noddiseeschwalben (Anoinae) \| \| \| \| |
|  |                                                                                            |
|  | Feenseeschwalben (Gyginae)                                                                 |
|  |                                                                                            |
|  | Noddiseeschwalben (Anoinae)                                                                |
|  |                                                                                            |

|  | Feenseeschwalben (Gyginae)  |
|  |                             |
|  | Noddiseeschwalben (Anoinae) |
|  |                             |

Innerhalb der Scherenschnäbel werden folgende drei Arten unterschieden:
- Halsband-Scherenschnabel oder Indischer Scherenschnabel (Rynchops albicollis Swainson, 1838) – Südasien
- Braunmantel-Scherenschnabel oder Afrikanischer Scherenschnabel (Rynchops flavirostris Vieillot, 1816) – Afrika, südlich der Sahara
- Amerikascherenschnabel (Rynchops niger Linnaeus, 1758) – südliches Nordamerika und Südamerika – drei bis vier Unterarten

## Belege
1. 1 2  
David Černý, Rossy Natale: Comprehensive taxon sampling and vetted fossils help clarify the time tree of shorebirds (Aves, Charadriiformes). Molecular Phylogenetics and Evolution, Band 177, Dezember 2022, doi: 10.1016/j.ympev.2022.107620